# Clark Smith
Clark Smith (Atlanta, 17 de abril de 1995) é um nadador estadunidense, campeão olímpico.

## Carreira

### Rio 2016
Smith competiu na natação nos Jogos Olímpicos de Verão de 2016, conquistando a medalha de ouro nos 4x200 metros livre.